# Santiago Grassa Martínez
Santiago Grassa Martínez (28 de setembre de 1909, ? - 30 de gener de 1988, Alcalá de Henares) fou un militar espanyol de l'arma de Cavalleria que, essent tinent, formà part del grup de militars anomenats Jinetes de Alcalá que s'avalotaren contra el govern de la Segona República Espanyola el 1936 a Mallorca. Els primers mesos de la Guerra Civil participà en la formació de les milícies falangistes, en la repressió de membres i simpatitzants del Front Popular (detencions il·legals, tortures i assassinats) i en la defensa contra el desembarcament de Mallorca per part de tropes republicanes.
El 1928 entrà a l'Acadèmia General Militar. El 1930 passà a l'Acadèmia de Cavalleria, Artilleria i Intendència ascendint a alferes el 1931. El juliol de 1933 fou ascendit a tinent. El 1936 estava destinat al regiment de Calatrava, núm. 2.

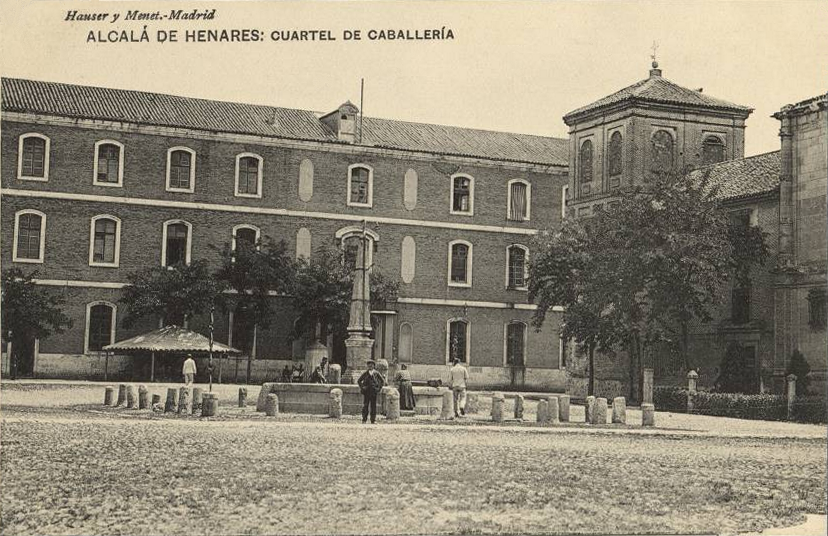
Quarter de Cavalleria del Príncep, dit de san Diego, a Alcalà de Henares, cap el 1912

Formà part dels anomenats Jinetes de Alcalá, un grup de militars de l'arma de Cavalleria adscrits als Regiments de Caçadors de Calatrava, núm. 2, i de Villarrobledo, núm. 3, destinats a Alcalá de Henares, que a finals de juny de 1936 foren confinats al castell de Sant Carles de Palma, Mallorca. El Govern de la Segona República aprofità uns greus incidents entre soldats i membres de partits d'esquerra per fer neteja de conspiradors d'ambdós regiments. Al castell de Sant Carles conegueren al cap de la Falange Española a Mallorca, Alfonso de Zayas, que també estava empresonat i que els posà amb contacte amb els militars que s'havien d'aixecar contra la República. Quan es produí el pronunciament militar del 18 de juliol de 1936, aquests militars es posaren a les ordres dels avalotats. Grassa participà en la formació de les milícies falangistes, en la repressió de membres i simpatitzants del Front Popular (detencions il·legals, tortures i assassinats) i en els enfrontaments contra les tropes republicanes desembarcades a Mallorca l'agost de 1936.
Després d'uns mesos a Mallorca retornà a la península. A principis de 1937 fou ascendit a capità i destinat al 7è cos de l'exèrcit, al regiment núm. 1 de la brigada de Cavalleria. El 1946 ja havia ascendit a comandant, estava destinat en comissió de serveis a l'Acadèmia d'Infanteria de Guadalajara i fou comissari del Concurs Hípic Nacional que tengué lloc a la mateixa població. El juliol de 1955 fou destinat al Regiment de Calatrava, núm. 2. El 1965 ja havia ascendit a tinent coronel i el 1967 fou ascendit a coronel i destinat, com a coronel en cap, al Regiment Lleuger Cuirassat de Santiago, núm. 1. El 1973 es retirà i el 1983 fou ascendit a general de brigada honorífic. Estava casat amb Ángeles Pérez i tengueren sis fills.